# Hamilton Sánchez
Hamilton Sánchez – wenezuelski zapaśnik walczący w obu stylach. Zdobył brązowe medale na mistrzostwach panamerykańskich w 1989 i 1990. Dwukrotny medalista igrzysk boliwaryjskich, złoto w 1989 roku.